# عملية جسر لندن

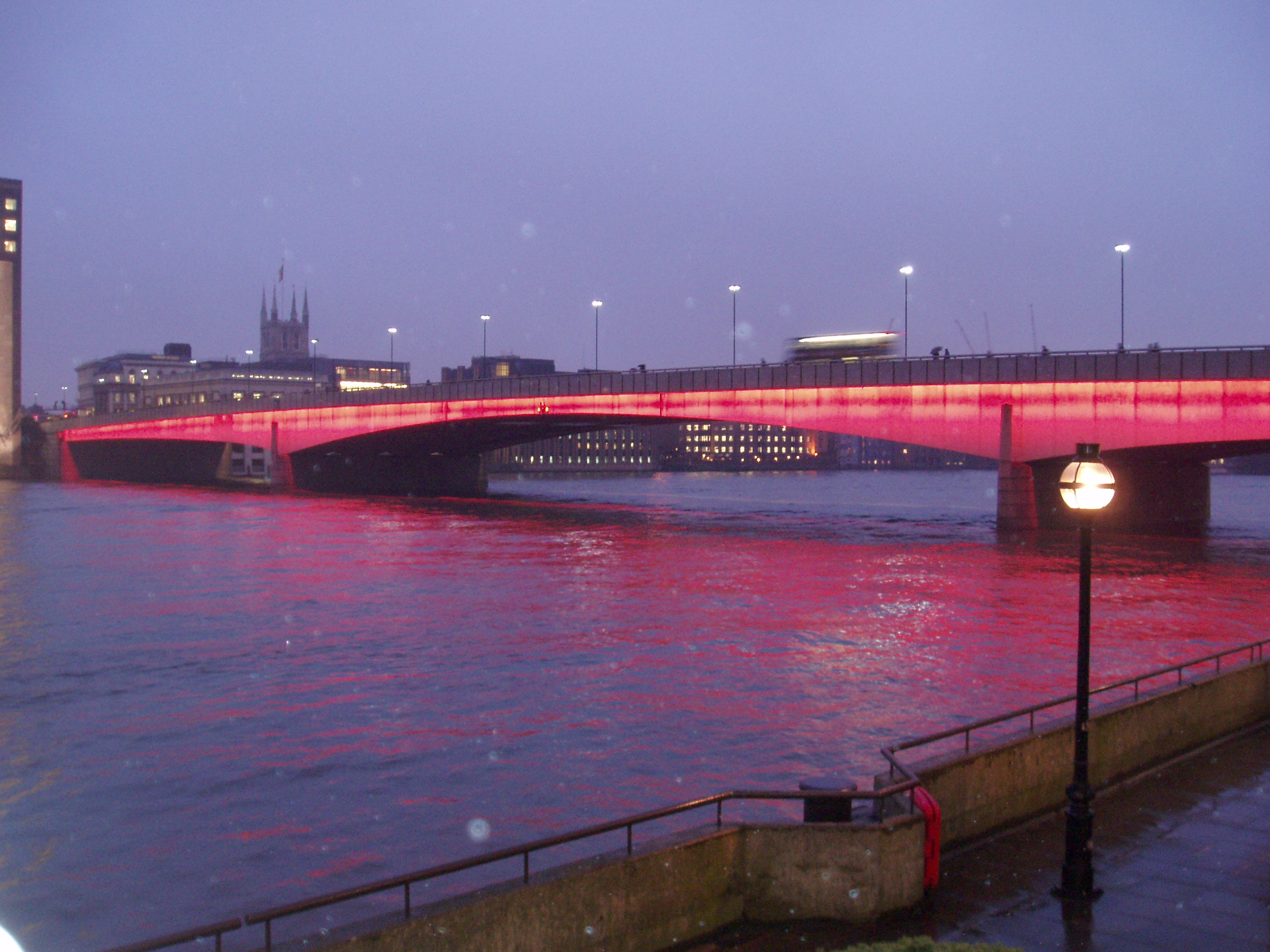

عملية جسر لندن (بالإنجليزية: Operation London Bridge)‏ (المعروفة أيضًا بعبارة «سقوط جسر لندن») هي خطة لجنازة الملكة إليزابيث الثانية. وتتضمن الخطة الإعلان عن وفاتها وفترة الحداد الرسمي وتفاصيل جنازتها الرسمية. وقد وضعت الخطة في وقت مبكر من ستينيات القرن العشرين وعُدلت عدة مرات في السنوات التي سبقت وفاتها في عام 2022.
تستخدم عبارة «سقوط جسر لندن» للإبلاغ عن وفاة الملكة لرئيس وزراء المملكة المتحدة والموظفين الرئيسيين، ووضع الخطة قيد التنفيذ. وتضمنت الهيئات المشاركة في إعداد الخطة مختلف الإدارات الحكومية، وكنيسة إنجلترا، وخدمة شرطة العاصمة، والقوات المسلحة البريطانية، ووسائل الإعلام، والمتنزهات الملكية، وأحياء لندن، وسلطة لندن الكبرى، والنقل في لندن. واتُخذت بعض القرارات الحاسمة المتعلقة بالخطة من قبل الملكة نفسها، في حين تُرك البعض الآخر ليقرره خليفتها. وفي تقرير عن الاستعدادات، وصفتها صحيفة الغارديان بأنها «مخططة لتواكب الحدث» بتفاصيل «غامضة ومحددة للغاية». 
وضعت العديد من الخطط الأخرى أيضًا لدعم تنفيذ عملية جسر لندن، مثل عملية يونيكورن، وهي الخطة التي توضح بالتفصيل ما سيحدث إذا ماتت الملكة في إسكتلندا. وتجري بالتزامن مع عملية جسر لندن عمليات تتعلق بوصول الملك تشارلز الثالث إلى العرش وتتويجه. وقد طورت العديد من دول الكومنولث خططها الخاصة لكيفية الاستجابة لوفاة الملكة.

## الخلفية
يجري تنظيم الجنازات والتتويج لأعضاء العائلة المالكة عادةً من قبل الإيرل مارشال والضباط في كلية الأسلحة. وتجهز الاستعدادات لوفاة إليزابيث الثانية وجنازتها من قبل مكتب مجلس الوزراء.
تستخدم العبارات المحددة مسبقًا «كأسماء رمزية» للخطط المتعلقة بوفاة وجنازة أحد أفراد العائلة المالكة. في البداية استخدمت الأسماء الرمزية من قبل كبار المسؤولين في محاولة لمنع عمال الهاتف في قصر باكنغهام من معرفة الوفاة قبل الإعلان العام. وعندما توفي الملك جورج السادس في عام 1952 جرى إبلاغ كبار المسؤولين الحكوميين بعبارة «هايد بارك كورنر». 
استخدمت العديد من خطط الجنازة التي تحمل الاسم الرمزي لأفراد العائلة المالكة في أواخر القرن العشرين وأوائل القرن الحادي والعشرين أسماء الجسور البارزة في المملكة المتحدة. وكانت عملية جسر تاي هي العبارة المستخدمة لخطط الموت والجنازة للملكة إليزابيث الملكة الأم، والتي جرى التدرب عليها لمدة 22 عامًا قبل استخدامها النهائي في عام 2002. وصُممت جنازة ديانا، أميرة ويلز، أيضًا على غرار عملية جسر تاي. واعتبارًا من مارس عام 2017 أشارت عبارة عملية الجسر الرابع إلى وفاة وجنازة الأمير فيليب، دوق إدنبرة، الذي توفي عام 2021، بينما تشير عبارة عملية جسر ميناي إلى خطة جنازة الملك تشارلز الثالث. وتشكل جميع العمليات المشفرة لأفراد العائلة المالكة، بما في ذلك خطة إليزابيث الثانية، جزءًا من عملية الأسد، وهي خطة شاملة لأي وفاة ملكية.

## الخطة
تعود الاستعدادات لوفاة الملكة إليزابيث الثانية وجنازتها إلى الستينيات من القرن العشرين، حيث خضعت الخطة لتغييرات متعددة في العقود التي تلت ذلك. وجرى تحديث الخطة ثلاث مرات في السنة من خلال اجتماع ضم مسؤولي الإدارة الحكومية والشرطة والمذيعين. وتُعرف الخطة التي تحدد العملية بين وفاة الملكة وجنازتها باسم عملية جسر لندن.
عند وفاة الملكة يكون سكرتيرها الخاص أول مسؤول (أي ليس أحد أقاربها أو جزء من فريق طبي) ينقل الخبر. ويكون أول عمل لهم هو الاتصال برئيس الوزراء، حيث سينقل الموظفون المدنيون العبارة الشفرة «سقوط جسر لندن» إلى رئيس الوزراء باستخدام خطوط هاتف آمنة. كما يجري إبلاغ سكرتير مجلس الوزراء ومكتب مجلس الملكة الخاص من قبل السكرتير الخاص. ثم ينقل سكرتير مجلس الوزراء الأخبار إلى الوزراء وكبار الموظفين المدنيين. ويقوم مركز الاستجابة العالمية التابع لوزارة الخارجية وشؤون الكومنولث، ومقره في مكان سري في لندن، بإيصال الأخبار إلى حكومات 14 دولة أخرى تتولى إليزابيث منصب الملكة فيها (عالم الكومنولث)، وإلى حكومات دول الكومنولث الأخرى. وتتحول المواقع الحكومية وحسابات وسائل التواصل الاجتماعي وكذلك موقع العائلة المالكة على الإنترنت إلى اللون الأسود، ويجب تجنب نشر أي محتوى غير عاجل.
يجري إبلاغ وسائل الإعلام عن طريق الإعلان إلى جمعية الصحافة وبي بي سي من خلال منظومة البث الإذاعي في حالة التأهب (أر إيه تي إس) والراديو التجاري على راديو إندبندنت نيوز من خلال شبكة من «أضواء النعي» الزرقاء التي من شأنها تنبيه مقدمي العروض إلى تشغيل «موسيقى غير مؤذية» والاستعداد لخبر عاجل، بينما تقوم قناة بي بي سي تو بتعليق البرامج المجدولة والتحول إلى بث بي بي سي ون للإعلان. وتبث بي بي سي نيوز تسلسلًا مسجلًا مسبقًا للصور، حيث يستعد مقدمو العروض أثناء الخدمة في ذلك الوقت للإعلان الرسمي من خلال ارتداء ملابس داكنة معدة لهذا الغرض. وذكرت صحيفة الغارديان أن ذا تايمز لديها 11 يومًا من التغطية الجاهزة، وأن أخبار التلفزيون المستقلة (آي تي إن) وسكاي نيوز تدربوا على وفاتها لفترة طويلة، واستخدموا اسم «السيدة روبنسون» بدل اسم الملكة.
يعلق رجل إشعارًا ذا حواف داكنة على بوابات قصر باكنغهام. وفي نفس الوقت يعرض موقع القصر نفس الإشعار. ويجتمع برلمان المملكة المتحدة وبرلمانات إسكتلندا وويلز وأيرلندا الشمالية بمجرد أن يكون ذلك ممكنًا أو يجري استدعاؤهم إذا لم يجتمعوا. ويخاطب رئيس الوزراء مجلس العموم. ويستضيف الملك الجديد اجتماعًا مع رئيس الوزراء ثم يلقي خطابًا للأمة الساعة 6 مساءً في اليوم التالي لوفاة الملكة. وتنكس وايت هول والمباني الحكومية المحلية الأعلام ويمكن فتح كتب عزاء؛ ويجب وضع الزينة الرسمية، مثل الهراوات أو سلاسل المجلس، في حقائب سوداء. وتُقام التحية بالبنادق في محطات التحية، وقداس يحضره رئيس الوزراء وكبار الوزراء في كاتدرائية القديس بولس.
بعد عشرة أيام من وفاة الملكة، تقام جنازة رسمية بقيادة رئيس أساقفة كانتربيري في دير وستمنستر. ويجري بعد ذلك دفن جسدها في قبر مُجهز في كنيسة الملك جورج السادس التذكارية في كنيسة القديس جورج، قلعة وندسور، جنبًا إلى جنب مع الأمير فيليب، دوق إدنبرة، الذي سينقل نعشه من المدفن الملكي. وتقام خدمة التكليف في كنيسة القديس جورج قبل الدفن. ووفقًا لاتفاق الملكة ورئيس الوزراء يصبح يوم الجنازة يوم حداد وطني، على الرغم من عدم منح عطلة للبنوك. وتعلن دقيقتان من الصمت في جميع أنحاء المملكة المتحدة في منتصف النهار وتجمع المواكب في لندن ووندسور.

### دعم العمليات
تضمنت عملية جسر لندن العديد من الخطط المساعدة والداعمة، مثل خطط الترتيبات في قاعة وستمنستر. وهذا يشمل عملية الخيمة، وهي خطة تغطي الطقوس والخدمة في حالة وجود نعش الملكة داخل قاعة وستمنستر؛ وعملية الريشة، والتي تتعلق بالتفاصيل اللوجستية مع الجمهور خارج المبنى.
كما وضعت العديد من الخطط التي حددت الترتيبات الخاصة بنقل نعش الملكة، اعتمادًا على مكان وفاتها. في حالة وفاتها في قلعة وندسور أو قصر ساندرينغهام، كان من الممكن نقل التابوت بواسطة القطار الملكي إلى محطة قطار سانت بانكراس في لندن، حيث ينتظر رئيس الوزراء ووزراء الحكومة.